# Ginnastica aerobica ai Giochi mondiali 2025
Le competizioni di Ginnastica aerobica ai Giochi mondiali 2025 si sono svolte dal 15 al 16 agosto 2025 al Dong'an Lake Sports Park Gymnasium di Chengdu, in Cina.

## Podi
| Specialità        | Oro | Argento | Bronzo                                                                                          |
| Coppia (dettagli) | Giappone Riri Kitazume Mizuki Saito                                                                                             | Azerbaigian Vladimir Dolmatov Madina Mustafayeva                                                                           | Ucraina Anastasiia Kurashvili Stanislav Halaida                                                 |
| Danza (dettagli)  | Ungheria Antónia Kőnig Zoltán Lőcsei Fruzsina Fejér Anna Makranszki Vanessza Ruzicska Tünde Himmel Kamilla Goda András Mikulecz | Corea del Sud Lee Jun-kyu Koh Eun-byeol Kim Min-hyeok Kim Eung-soo Kim Hyeo-gjin Jung Sung-bo Park Hye-won Jeong Sung-chan | Cina Liang Weijun He Yushu Chen Hongji Tuo Shuyi Huang Chengkai Teng Hao Zhang Qingzhou Xu Tong |
| Gruppo (dettagli) | Cina Fan Siwei Feng Lei Liang Wenjie Teng Hao Xu Tong                                                                           | Italia Sara Cutini Matteo Falera Davide Nacci Marcello Patteri Francesco Sebastio                                          | Romania Daniel Țavoc Leonard Manta Darius Branda Vlăduț Popa Claudia Ristea                     |
| Trio (dettagli)   | Cina Fan Siwei Zhang Qingzhou Wang Zhenhao                                                                                      | Italia Davide Nacci Francesco Sebastio Sara Cutini                                                                         | Bulgaria Hristo Manolov Antonio Papasov Borislava Ivanova                                       |

## Medagliere
| Posiz. | Nazione       | Oro | Argento | Bronzo | Totale |
| ------ | ------------- | --- | ------- | ------ | ------ |
| 1      | Cina          | 2   | 0       | 1      | 3      |
| 2      | Giappone      | 1   | 0       | 0      | 1      |
| 2      | Ungheria      | 1   | 0       | 0      | 1      |
| 4      | Italia        | 0   | 2       | 0      | 2      |
| 5      | Azerbaigian   | 0   | 1       | 0      | 1      |
| 5      | Corea del Sud | 0   | 1       | 0      | 1      |
| 7      | Bulgaria      | 0   | 0       | 1      | 1      |
| 7      | Romania       | 0   | 0       | 1      | 1      |
| 7      | Ucraina       | 0   | 0       | 1      | 1      |
| Totale | Totale        | 4   | 4       | 4      | 12     |